# The 12" Collection
„The 12" Collection“ е компилация на английската рок група Куийн. Тя разполага с дванадесет инчовете форматни записи и ремикси. „Bohemian Rhapsody“ никога не е била издавана на 12-инчов сингъл, но е включена поради нейната дължина.
„The Show Must Go On“ е издадена в 12-инчов формат, но не е удължена и се появява в този албум в същия формат, както и преди.

## Списък с песните
1. Bohemian Rhapsody – Меркюри – 5:58
2. Radio Ga-Ga (Разширена версия) – Тейлър – 6:53
3. "Machines (Or 'Back to Humans')" (12" Инструментал) – Тейлър/Мей – 5:08
4. I Want to Break Free (Разширен Микс) – Дийкън – 7:19
5. "It's a Hard Life" (12" Разширена) – Меркюри – 5:05
6. Hammer to Fall (Микс) – Мей – 5:23
7. Man on the Prowl (Разширена версия) – Меркюри – 6:04
8. "A Kind of Magic" (Разширена версия) – Тейлър – 6:25
9. Pain Is So Close to Pleasure (12" Версия) – Меркюри/Дийкън – 6:01
10. Breakthru (Разширена версия) – Куийн – 5:44
11. The Invisible Man (12" Версия) – Куийн – 5:30
12. The Show Must Go On – Куийн – 4:34

## Състав
- Фреди Меркюри: водещи и беквокали, пиано
- Брайън Мей: китари, клавиши
- Роджър Тейлър: барабани
- Джон Дийкън: бас

|  | Тази страница частично или изцяло представлява превод на страницата The 12" Collection в Уикипедия на английски. Оригиналният текст, както и този превод, са защитени от Лиценза „Криейтив Комънс – Признание – Споделяне на споделеното“, а за съдържание, създадено преди юни 2009 година – от Лиценза за свободна документация на ГНУ. Прегледайте историята на редакциите на оригиналната страница, както и на преводната страница, за да видите списъка на съавторите. ВАЖНО: Този шаблон се отнася единствено до авторските права върху съдържанието на статията. Добавянето му не отменя изискването да се посочват конкретни източници на твърденията, които да бъдат благонадеждни. |